# Schwimmeuropameisterschaften 2014
| Medaillenspiegel (Endstand nach 64 Wettbewerben) | Medaillenspiegel (Endstand nach 64 Wettbewerben) | Medaillenspiegel (Endstand nach 64 Wettbewerben) | Medaillenspiegel (Endstand nach 64 Wettbewerben) | Medaillenspiegel (Endstand nach 64 Wettbewerben) | Medaillenspiegel (Endstand nach 64 Wettbewerben) |
| Platz                                            | Land                                             | G                                                | S                                                | B                                                | Gesamt                                           |
| ------------------------------------------------ | ------------------------------------------------ | ------------------------------------------------ | ------------------------------------------------ | ------------------------------------------------ | ------------------------------------------------ |
| 1                                                | Vereinigtes Königreich                           | 11                                               | 8                                                | 8                                                | 27                                               |
| 2                                                | Russland                                         | 9                                                | 7                                                | 3                                                | 19                                               |
| 3                                                | Italien                                          | 8                                                | 3                                                | 12                                               | 23                                               |
| 4                                                | Deutschland                                      | 6                                                | 8                                                | 8                                                | 22                                               |
| 5                                                | Dänemark                                         | 6                                                | 1                                                | 2                                                | 9                                                |
| 6                                                | Ungarn                                           | 5                                                | 6                                                | 6                                                | 17                                               |
| 7                                                | Frankreich                                       | 5                                                | 4                                                | 3                                                | 12                                               |
| 8                                                | Schweden                                         | 3                                                | 6                                                | 1                                                | 10                                               |
| 9                                                | Spanien                                          | 3                                                | 5                                                | 5                                                | 13                                               |
| 10                                               | Niederlande                                      | 3                                                | 5                                                | 2                                                | 10                                               |
| 11                                               | Polen                                            | 2                                                | 1                                                | 1                                                | 4                                                |
| 12                                               | Serbien                                          | 2                                                | -                                                | -                                                | 2                                                |
| 13                                               | Ukraine                                          | 1                                                | 3                                                | 7                                                | 11                                               |
| 14                                               | Litauen                                          | 1                                                | 1                                                | 2                                                | 4                                                |
| 15                                               | Belarus                                          | 1                                                | 1                                                | 1                                                | 3                                                |
| 16                                               | Färöer                                           | -                                                | 2                                                | -                                                | 2                                                |
| 17                                               | Griechenland                                     | -                                                | 1                                                | -                                                | 1                                                |
| 18                                               | Österreich                                       | -                                                | -                                                | 1                                                | 1                                                |
|                                                  | Belgien                                          | -                                                | -                                                | 1                                                | 1                                                |
|                                                  | Finnland                                         | -                                                | -                                                | 1                                                | 1                                                |
|                                                  | Slowenien                                        | -                                                | -                                                | 1                                                | 1                                                |
| Gesamt                                           | Gesamt                                           | 66                                               | 62                                               | 65                                               | 193                                              |

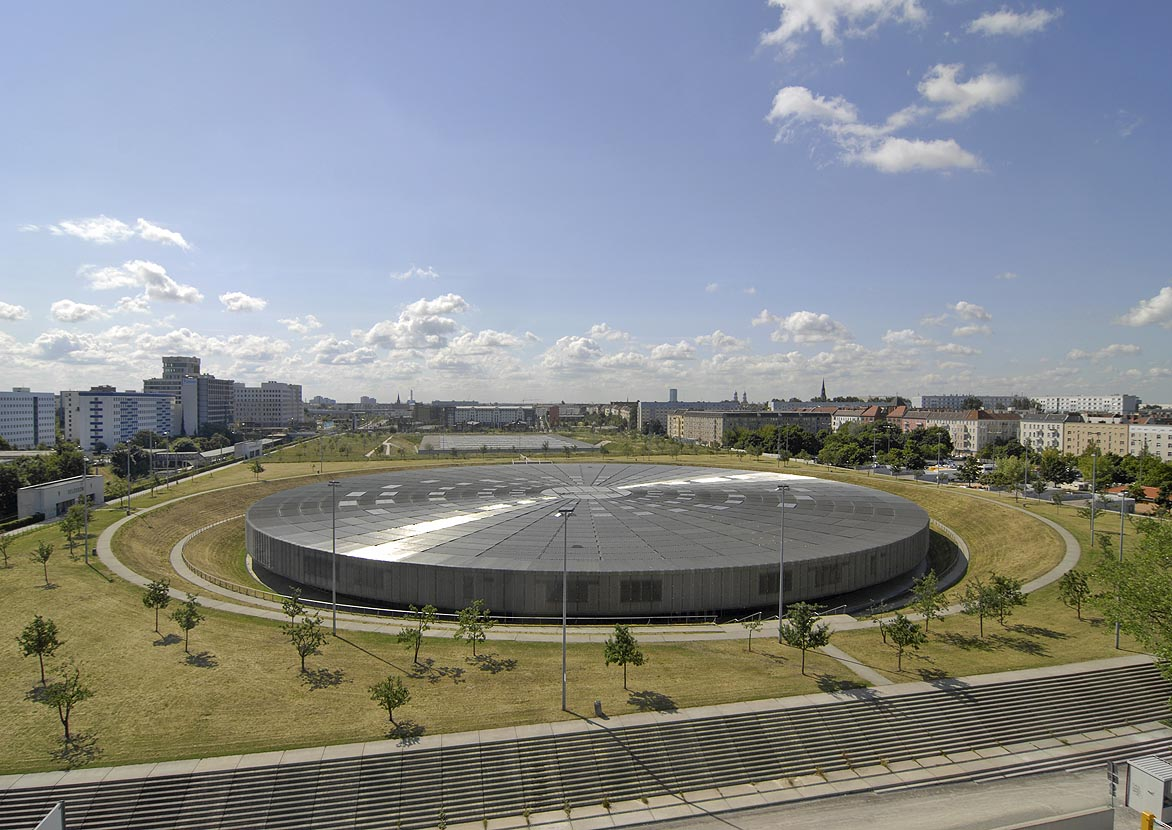
Das Velodrom, eine zur Wettkampfstätte für die Beckenwettbewerbe temporär umgebaute Radrennbahn.

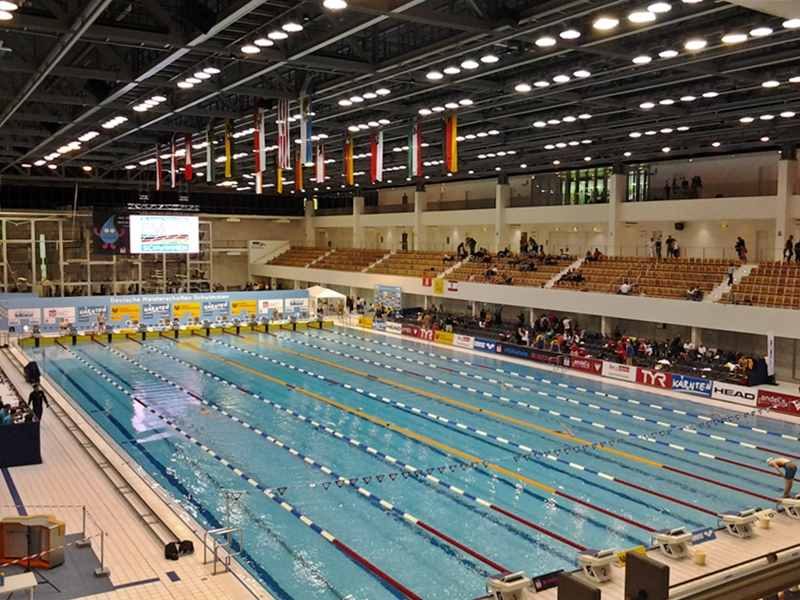
Schwimm- und Sprunghalle im Europasportpark, unmittelbar an das Velodrom angrenzend. Austragungsort für die Turm- und Synchronwettbewerbe.

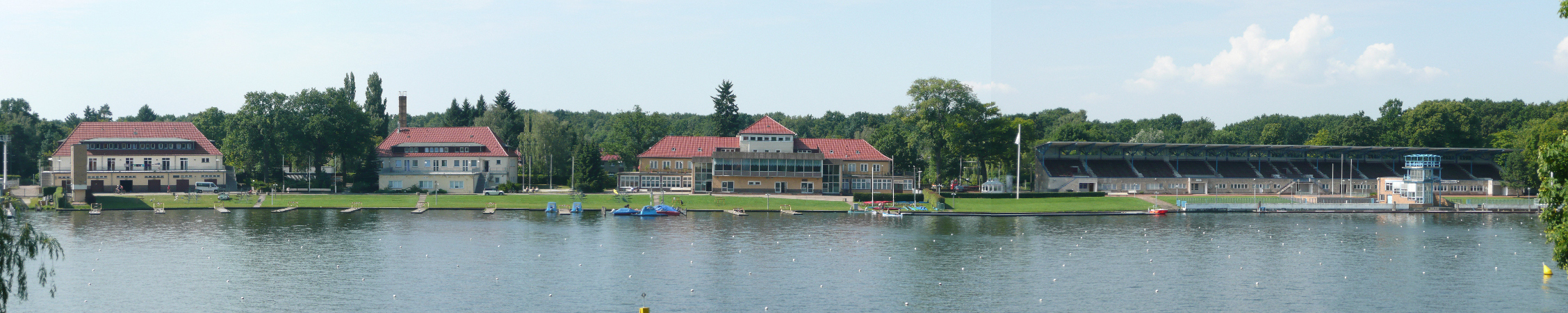
Regattastrecke in Berlin-Grünau. Freiwasserschwimmen.

Die 32. Schwimmeuropameisterschaften fanden vom 13. bis 24. August 2014 in Berlin (Deutschland) statt und wurden vom Europäischen Schwimmverband (LEN) organisiert. Die deutsche Hauptstadt war damit zum zweiten Mal nach 2002 Gastgeber der Schwimmeuropameisterschaften.

## Wettkampfstätten
- Velodrom: Beckenschwimmwettbewerbe
- Schwimm- und Sprunghalle im Europasportpark: Wasserspringen und Synchronschwimmen
- Regattastrecke Grünau: Freiwasserschwimmen

## Teilnehmende Nationen
An diesen Schwimmeuropameisterschaften nahmen Athleten aus 45 Ländern teil:
| - Albanien - Armenien - Aserbaidschan - Belgien - Bosnien und Herzegowina - Bulgarien - Dänemark - Deutschland - Färöer - Estland - Finnland - Frankreich - Georgien - Griechenland - Vereinigtes Königreich | - Irland - Island - Israel - Italien - Kroatien - Lettland - Liechtenstein - Litauen - Luxemburg - Nordmazedonien - Moldau - Niederlande - Norwegen - Österreich - Polen | - Portugal - Rumänien - Russland - Schweden - Schweiz - Serbien - Slowakei - Slowenien - Spanien - Tschechien - Türkei - Ukraine - Ungarn - Belarus - Zypern |

## Wettbewerbe und Zeitplan
Legende zum nachfolgend dargestellten Wettkampfprogramm:
|  | Eröffnungs- und Abschluss-Zeremonie | 8 | Vorläufe | 5 | Halbfinalwettkämpfe | 7 | Finalentscheidungen |

Letzte Spalte: Gesamtanzahl der Entscheidungen
| Zeitplan der Schwimmeuropameisterschaften 2014 | Zeitplan der Schwimmeuropameisterschaften 2014 | Zeitplan der Schwimmeuropameisterschaften 2014 | Zeitplan der Schwimmeuropameisterschaften 2014 | Zeitplan der Schwimmeuropameisterschaften 2014 | Zeitplan der Schwimmeuropameisterschaften 2014 | Zeitplan der Schwimmeuropameisterschaften 2014 | Zeitplan der Schwimmeuropameisterschaften 2014 | Zeitplan der Schwimmeuropameisterschaften 2014 | Zeitplan der Schwimmeuropameisterschaften 2014 | Zeitplan der Schwimmeuropameisterschaften 2014 | Zeitplan der Schwimmeuropameisterschaften 2014 | Zeitplan der Schwimmeuropameisterschaften 2014 | Zeitplan der Schwimmeuropameisterschaften 2014 |
|                                                | Mi                                             | Do                                             | Fr                                             | Sa                                             | So                                             | Mo                                             | Di                                             | Mi                                             | Do                                             | Fr                                             | Sa                                             | So                                             |                                                |
| August                                         | 13                                             | 14                                             | 15                                             | 16                                             | 17                                             | 18                                             | 19                                             | 20                                             | 21                                             | 22                                             | 23                                             | 24                                             | Gesamt                                         |
| ---------------------------------------------- | ---------------------------------------------- | ---------------------------------------------- | ---------------------------------------------- | ---------------------------------------------- | ---------------------------------------------- | ---------------------------------------------- | ---------------------------------------------- | ---------------------------------------------- | ---------------------------------------------- | ---------------------------------------------- | ---------------------------------------------- | ---------------------------------------------- | ---------------------------------------------- |
| Eröffnung                                      |                                                |                                                |                                                |                                                |                                                |                                                |                                                |                                                |                                                |                                                |                                                |                                                |                                                |
| Vorläufe                                       | 3                                              | 2                                              | 2                                              |                                                |                                                | 10                                             | 8                                              | 8                                              | 6                                              | 9                                              | 7                                              | 5                                              | 60                                             |
| Halbfinalwettkämpfe                            |                                                |                                                |                                                |                                                |                                                | 5                                              | 4                                              | 5                                              | 3                                              | 5                                              | 4                                              |                                                | 26                                             |
| Finalentscheidungen                            | 2                                              | 2                                              |                                                | 3                                              | 3                                              | 5                                              | 8                                              | 7                                              | 8                                              | 8                                              | 9                                              | 9                                              | 64                                             |
| Abschluss                                      |                                                |                                                |                                                |                                                |                                                |                                                |                                                |                                                |                                                |                                                |                                                |                                                |                                                |
| Gesamt                                         | 5                                              | 4                                              | 2                                              | 3                                              | 3                                              | 20                                             | 20                                             | 20                                             | 17                                             | 22                                             | 20                                             | 14                                             | 150                                            |

## Beckenschwimmen

### Ergebnisse – Männer

#### Freistil

##### 50 Meter Freistil
| Platz | Land                   | Athlet              | Zeit         |
| ----- | ---------------------- | ------------------- | ------------ |
| 1     | Frankreich             | Florent Manaudou    | 21,32 s (CR) |
| 2     | Polen                  | Konrad Czerniak     | 21,88 s      |
| 3     | Finnland               | Ari-Pekka Liukkonen | 21,93 s      |
| 4     | Vereinigtes Königreich | Benjamin Proud      | 21,94 s      |
| 5     | Italien                | Marco Orsi          | 22,09 s      |
| 6     | Russland               | Andrei Gretschin    | 22,10 s      |
| 7     | Griechenland           | Kristian Gkolomeev  | 22,13 s      |
| 8     | Ukraine                | Andrij Howorow      | 22,14 s      |

Finale am 24. August 2014

##### 100 Meter Freistil
| Platz | Land       | Athlet               | Zeit    |
| ----- | ---------- | -------------------- | ------- |
| 1     | Frankreich | Florent Manaudou     | 47,98 s |
| 2     | Frankreich | Fabien Gilot         | 48,36 s |
| 3     | Italien    | Luca Leonardi        | 48,38 s |
| 4     | Russland   | Alexander Suchorukow | 48,52 s |
| 5     | Italien    | Luca Dotto           | 48,58 s |
| 6     | Ungarn     | Dominik Kozma        | 48,76 s |
| 7     | Russland   | Sergei Fessikow      | 48,82 s |
| 8     | Rumänien   | Marius Radu          | 49,05 s |

Finale am 22. August 2014

 Markus Deibler belegte im Halbfinale Rang 12.

##### 200 Meter Freistil
| Platz | Land        | Athlet                | Zeit        |
| ----- | ----------- | --------------------- | ----------- |
| 1     | Serbien     | Velimir Stjepanović   | 1:45,78 min |
| 2     | Deutschland | Paul Biedermann       | 1:45,80 min |
| 3     | Frankreich  | Yannick Agnel         | 1:46,65 min |
| 4     | Ungarn      | Dominik Kozma         | 1:46,78 min |
| 5     | Belgien     | Pieter Timmers        | 1:47,01 min |
| 6     | Niederlande | Sebastiaan Verschuren | 1:47,16 min |
| 7     | Russland    | Artjom Lobusow        | 1:47,27 min |
| 8     | Italien     | Filippo Magnini       | 1:47,42 min |

Finale am 20. August 2014

 Clemens Rapp belegte im Halbfinale Rang 11.

 David Brandl belegte im Halbfinale Rang 16.

 Robin Backhaus belegte im Vorlauf Rang 10.

 Yannick Lebherz belegte im Vorlauf Rang 13.

##### 400 Meter Freistil
| Platz | Land                   | Athlet                   | Zeit        |
| ----- | ---------------------- | ------------------------ | ----------- |
| 1     | Serbien                | Velimir Stjepanović      | 3:45,66 min |
| 2     | Italien                | Andrea Mitchell D’Arrigo | 3:46,91 min |
| 3     | Vereinigtes Königreich | Jay Lelliott             | 3:47,50 min |
| 4     | Italien                | Gabriele Detti           | 3:48,10 min |
| 5     | Deutschland            | Clemens Rapp             | 3:48,44 min |
| 6     | Vereinigtes Königreich | Stephen Milne            | 3:48,55 min |
| 7     | Tschechien             | Jan Micka                | 3:48,57 min |
| 8     | Ungarn                 | Gergő Kis                | 3:53,14 min |

Finale am 18. August 2014

 Paul Biedermann belegte im Vorlauf Rang 9.

 Florian Vogel belegte im Vorlauf Rang 13.

 David Brandl belegte im Vorlauf Rang 15.

##### 800 Meter Freistil
| Platz | Land                   | Athlet               | Zeit        |
| ----- | ---------------------- | -------------------- | ----------- |
| 1     | Italien                | Gregorio Paltrinieri | 7:44,98 min |
| 2     | Färöer                 | Pál Joensen          | 7:48,49 min |
| 3     | Italien                | Gabriele Detti       | 7:49,35 min |
| 4     | Vereinigtes Königreich | Stephen Milne        | 7:50,64 min |
| 5     | Tschechien             | Jan Micka            | 7:52,19 min |
| 6     | Ungarn                 | Gergely Gyurta       | 7:55,47 min |
| 7     | Niederlande            | Ferry Weertman       | 7:55,57 min |
| 8     | Slowakei               | Richard Nagy         | 7:56,28 min |

Finale am 22. August 2014

 Florian Vogel belegte im Vorlauf Rang 10.

 Sören Meissner belegte im Vorlauf Rang 16.

 David Brandl belegte im Vorlauf Rang 25.

##### 1500 Meter Freistil
| Platz | Land                   | Athlet               | Zeit              |
| ----- | ---------------------- | -------------------- | ----------------- |
| 1     | Italien                | Gregorio Paltrinieri | 14:39,93 min (ER) |
| 2     | Färöer                 | Pál Joensen          | 14:50,59 min      |
| 3     | Italien                | Gabriele Detti       | 14:52,53 min      |
| 4     | Vereinigtes Königreich | Stephen Milne        | 14:53,83 min      |
| 5     | Vereinigtes Königreich | Jay Lelliott         | 14:58,74 min      |
| 6     | Ungarn                 | Gergely Gyurta       | 15:03,26 min      |
| 7     | Slowakei               | Richard Nagy         | 15:11,94 min      |
| 8     | Spanien                | Antonio Arroyo Pérez | 15:16,21 min      |

Finale am 20. August 2014

 Lukáš Ambros belegte im Vorlauf Rang 22.

#### Rücken

##### 50 Meter Rücken
| Platz | Land                   | Athlet               | Zeit    |
| ----- | ---------------------- | -------------------- | ------- |
| 1     | Russland               | Wladimir Morosow     | 24,64 s |
| 2     | Frankreich             | Jérémy Stravius      | 24,84 s |
| 3     | Vereinigtes Königreich | Chris Walker-Hebborn | 25,00 s |
| 4     | Deutschland            | Nicolas Graesser     | 25,02 s |
| 5     | Israel                 | Guy Barnea           | 25,05 s |
| 6     | Belarus                | Pawel Sankowitsch    | 25,11 s |
| 7     | Norwegen               | Lavrans Veierø Solli | 25,28 s |
| 8     | Niederlande            | Jesse Puts           | 25,56 s |

Finale am 21. August 2014

##### 100 Meter Rücken
| Platz | Land                   | Athlet               | Zeit    |
| ----- | ---------------------- | -------------------- | ------- |
| 1     | Vereinigtes Königreich | Chris Walker-Hebborn | 53,32 s |
| 2     | Frankreich             | Jérémy Stravius      | 53,64 s |
| 3     | Deutschland            | Jan-Philip Glania    | 54,15 s |
| 4     | Deutschland            | Christian Diener     | 54,23 s |
| 5     | Frankreich             | Benjamin Stasiulis   | 54,49 s |
| 6     | Italien                | Luca Mencarini       | 54,57 s |
| 7     | Spanien                | Juan Miguel Rando    | 54,82 s |
| 8     | Israel                 | David Gamburg        | 54,87 s |

Finale am 19. August 2014

 Laurent Carnol belegte im Halbfinale Rang 16.

##### 200 Meter Rücken
| Platz | Land        | Athlet             | Zeit        |
| ----- | ----------- | ------------------ | ----------- |
| 1     | Polen       | Radosław Kawęcki   | 1:56,02 min |
| 2     | Deutschland | Christian Diener   | 1:57,16 min |
| 3     | Ungarn      | Gábor Balog        | 1:57,42 min |
| 4     | Ungarn      | Péter Bernek       | 1:57,47 min |
| 5     | Litauen     | Danas Rapšys       | 1:57,68 min |
| 6     | Frankreich  | Benjamin Stasiulis | 1:58,30 min |
| 7     | Deutschland | Jan-Philip Glania  | 1:58,84 min |
| 8     | Italien     | Luca Mencarini     | 1:58,92 min |

Finale am 23. August 2014

#### Brust

##### 50 Meter Brust
| Platz | Land                   | Athlet                | Zeit    |
| ----- | ---------------------- | --------------------- | ------- |
| 1     | Vereinigtes Königreich | Adam Peaty            | 27,00 s |
| 2     | Litauen                | Giedrius Titenis      | 27,34 s |
| 3     | Slowenien              | Damir Dugonjič        | 27,48 s |
| 4     | Serbien                | Čaba Silađi           | 27,50 s |
| 5     | Russland               | Andrei Nikolajew      | 27,53 s |
| 5     | Italien                | Andrea Toniato        | 27,53 s |
| 7     | Frankreich             | Giacomo Perez-Dortona | 27,54 s |
| 8     | Deutschland            | Hendrik Feldwehr      | 27,72 s |

Finale am 23. August 2014

 Martin Schweizer belegte im Halbfinale Rang 11.

##### 100 Meter Brust
| Platz | Land                   | Athlet                | Zeit        |
| ----- | ---------------------- | --------------------- | ----------- |
| 1     | Vereinigtes Königreich | Adam Peaty            | 58,96 s     |
| 2     | Vereinigtes Königreich | Ross Murdoch          | 59,43 s     |
| 3     | Litauen                | Giedrius Titenis      | 59,61 s     |
| 4     | Ungarn                 | Dániel Gyurta         | 59,88 s     |
| 5     | Frankreich             | Giacomo Perez-Dortona | 1:00,38 min |
| 6     | Russland               | Andrei Nikolajew      | 1:00,71 min |
| 7     | Slowenien              | Damir Dugonjič        | 1:00,80 min |
| 8     | Deutschland            | Hendrik Feldwehr      | 1:01,02 min |

Finale am 19. August 2014

 Laurent Carnol belegte im Halbfinale Rang 16.

##### 200 Meter Brust
| Platz | Land                   | Athlet           | Zeit             |
| ----- | ---------------------- | ---------------- | ---------------- |
| 1     | Deutschland            | Marco Koch       | 2:07,47 min (CR) |
| 2     | Vereinigtes Königreich | Ross Murdoch     | 2:07,77 min      |
| 3     | Litauen                | Giedrius Titenis | 2:08,93 min      |
| 4     | Vereinigtes Königreich | Andrew Willis    | 2:09,19 min      |
| 5     | Russland               | Ilja Chomenko    | 2:10,36 min      |
| 6     | Italien                | Luca Pizzini     | 2:10,93 min      |
| 7     | Luxemburg              | Laurent Carnol   | 2:12,50 min      |
| 8     | Russland               | Kirill Prigoda   | 2:12,96 min      |

Finale am 21. August 2014

 Yannick Käser belegte im Halbfinale Rang 16.

 Jeremy Marc Desplanches belegte im Vorlauf Rang 21.

#### Schmetterling

##### 50 Meter Schmetterling
| Platz | Land                   | Athlet             | Zeit    |
| ----- | ---------------------- | ------------------ | ------- |
| 1     | Frankreich             | Florent Manaudou   | 23,00 s |
| 1     | Belarus                | Jauhen Zurkin      | 23,00 s |
| 3     | Ukraine                | Andrij Howorow     | 23,21 s |
| 3     | Vereinigtes Königreich | Benjamin Proud     | 23,21 s |
| 5     | Spanien                | Rafael Muñoz Pérez | 23,24 s |
| 6     | Italien                | Piero Codia        | 23,37 s |
| 7     | Vereinigtes Königreich | Adam Barrett       | 23,40 s |
| 8     | Deutschland            | Steffen Deibler    | 23,64 s |

Finale am 19. August 2014

 Martin Spitzer belegte im Vorlauf Rang 25.

##### 100 Meter Schmetterling
| Platz | Land                   | Athlet             | Zeit         |
| ----- | ---------------------- | ------------------ | ------------ |
| 1     | Polen                  | Konrad Czerniak    | 51,38 s (CR) |
| 2     | Ungarn                 | László Cseh        | 51,89 s      |
| 3     | Belarus                | Pawel Sankowitsch  | 51,92 s      |
| 4     | Vereinigtes Königreich | Adam Barrett       | 51,95 s      |
| 5     | Deutschland            | Steffen Deibler    | 52,01 s      |
| 6     | Polen                  | Paweł Korzeniowski | 52,15 s      |
| 7     | Niederlande            | Joeri Verlinden    | 52,17 s      |
| 8     | Russland               | Nikita Konowalow   | 52,40 s      |

Finale am 23. August 2014

##### 200 Meter Schmetterling
| Platz | Land         | Athlet                 | Zeit        |
| ----- | ------------ | ---------------------- | ----------- |
| 1     | Dänemark     | Viktor Bromer          | 1:55,29 min |
| 2     | Ungarn       | Bence Biczó            | 1:55,62 min |
| 3     | Polen        | Paweł Korzeniowski     | 1:55,74 min |
| 4     | Belgien      | Louis Croenen          | 1:56,06 min |
| 5     | Italien      | Matteo Pelizzari       | 1:56,72 min |
| 6     | Spanien      | Carlos Peralta Gallego | 1:57,01 min |
| 7     | Griechenland | Stefanos Dimitriadis   | 1:57,10 min |
| 8     | Russland     | Jewgeni Koptelow       | 1:57,14 min |

Finale am 21. August 2014

 Nico van Duijn belegte im Vorlauf Rang 19.

#### Lagen

##### 200 Meter Lagen
| Platz | Land                   | Athlet                 | Zeit        |
| ----- | ---------------------- | ---------------------- | ----------- |
| 1     | Ungarn                 | László Cseh            | 1:58,10 min |
| 2     | Deutschland            | Philip Heintz          | 1:58,17 min |
| 3     | Vereinigtes Königreich | Roberto Pavoni         | 1:58,22 min |
| 4     | Deutschland            | Markus Deibler         | 1:58,29 min |
| 5     | Spanien                | Eduardo Solaeche Gómez | 1:59,11 min |
| 6     | Italien                | Federico Turrini       | 2:00,44 min |
| 7     | Polen                  | Marcin Cieślak         | 2:00,65 min |
| 8     | Portugal               | Alexis Manaças Santos  | 2:01,41 min |

Finale am 20. August 2014

 Jakub Maly belegte im Vorlauf Rang 18.

 Jeremy Marc Desplanches belegte im Vorlauf Rang 19.

 Raphaël Stacchiotti belegte im Vorlauf Rang 24.

##### 400 Meter Lagen
| Platz | Land                   | Athlet                | Zeit        |
| ----- | ---------------------- | --------------------- | ----------- |
| 1     | Ungarn                 | Dávid Verrasztó       | 4:11,89 min |
| 2     | Vereinigtes Königreich | Roberto Pavoni        | 4:13,75 min |
| 3     | Italien                | Federico Turrini      | 4:14,15 min |
| 4     | Vereinigtes Königreich | Max Litchfield        | 4:14,97 min |
| 5     | Deutschland            | Yannick Lebherz       | 4:16,17 min |
| 6     | Deutschland            | Jacob Heidtmann       | 4:18,10 min |
| 7     | Portugal               | Alexis Manaças Santos | 4:18,28 min |
| 8     | Slowakei               | Richard Nagy          | 4:18,66 min |

Finale am 24. August 2014

 Christoph Meier belegte im Vorlauf Rang 14.

 Jakub Maly belegte im Vorlauf Rang 16.

 Jeremy Marc Desplanches belegte im Vorlauf Rang 17.

 Raphaël Stacchiotti belegte im Vorlauf Rang 24.

#### Staffel

##### 4 × 100 Meter Freistil
| Platz | Land       | Athlet                                                                      | Zeit             |
| ----- | ---------- | --------------------------------------------------------------------------- | ---------------- |
| 1     | Frankreich | Mehdy Metella Fabien Gilot Florent Manaudou Jérémy Stravius                 | 3:11,64 min (CR) |
| 2     | Russland   | Andrei Gretschin Nikita Lobinzew Alexander Suchorukow Wladimir Morosow      | 3:12,67 min      |
| 3     | Italien    | Luca Dotto Marco Orsi Luca Leonardi Filippo Magnini                         | 3:12,78 min      |
| 4     | Polen      | Konrad Czerniak Kacper Majchrzak Sebastian Szczepański Paweł Korzeniowski   | 3:15,10 min      |
| 5     | Belgien    | Emmanuel Vanluchene Glenn Surgeloose Jasper Aerents Pieter Timmers          | 3:16,62 min      |
| 6     | Israel     | David Gamburg Tom Kremer Nimrod Shapira Alexi Konovalov                     | 3:18,43 min      |
| 7     | Litauen    | Danas Rapšys Simonas Bilis Tadas Duškinas Mindaugas Sadauskas               | 3:19,46 min      |
| 8     | Spanien    | Markel Alberdi Bruno Ortíz-Cañavate Miguel Ortíz-Cañavate Juan Miguel Rando | DSQ              |

Finale am 18. August 2014

 Die Staffel der Schweiz belegte im Vorlauf Rang 11.

##### 4 × 200 Meter Freistil
| Platz | Land        | Athlet                                                                                      | Zeit        |
| ----- | ----------- | ------------------------------------------------------------------------------------------- | ----------- |
| 1     | Deutschland | Robin Backhaus Yannick Lebherz Clemens Rapp Paul Biedermann                                 | 7:09,00 min |
| 2     | Russland    | Artjom Lobusow Dmitri Jermakow Alexander Krasnych Alexander Suchorukow                      | 7:10,29 min |
| 3     | Belgien     | Louis Corenen Glenn Surgeloose Emmanuel Vanluchene Pieter Timmers                           | 7:10,39 min |
| 4     | Frankreich  | Jérémy Stravius Yannick Agnel Lorys Bourelly Clement Mignon                                 | 7:10,81 min |
| 5     | Niederlande | Dion Dreesens Ferry Weertman Joost Reijns Sebastiaan Verschuren                             | 7:11,59 min |
| 6     | Italien     | Andrea Mitchell D’Arrigo Damiano Lestingi Gabriele Detti Filippo Magnini                    | 7:12,24 min |
| 7     | Spanien     | Albert Puig i Garrich Miguel Durán Navia Victor Manuel Martín Martín Eduardo Solaeche Gómez | 7:15,80 min |
| 8     | Polen       | Paweł Korzeniowski Kacper Majchrzak Jan Świtkowski Dawid Zieliński                          | 7:16,00 min |

Finale am 23. August 2014

 Die Staffel aus Österreich belegte im Vorlauf Rang 10.

 Die Staffel der Schweiz belegte im Vorlauf Rang 12.

 Die Staffel aus Luxemburg belegte im Vorlauf Rang 15.

##### 4 × 100 Meter Lagen
| Platz | Land                   | Athlet                                                                  | Zeit        |
| ----- | ---------------------- | ----------------------------------------------------------------------- | ----------- |
| 1     | Vereinigtes Königreich | Chris Walker-Hebborn Adam Peaty Adam Barrett Benjamin Proud             | 3:31,73 min |
| 2     | Frankreich             | Jérémy Stravius Giacomo Perez-Dortona Mehdy Metella Fabien Gilot        | 3:32,47 min |
| 3     | Ungarn                 | László Cseh Dániel Gyurta Bence Pulai Dominik Kozma                     | 3:33,11 min |
| 4     | Deutschland            | Jan-Philip Glania Marco Koch Steffen Deibler Paul Biedermann            | 3:33,92 min |
| 5     | Russland               | Wladimir Morosow Andrei Nikolajew Nikita Konowalow Alexander Suchorukow | 3:34,23 min |
| 6     | Polen                  | Radosław Kawęcki Mikołaj Machnik Paweł Korzeniowski Kacper Majchrzak    | 3:34,51 min |
| 7     | Litauen                | Danas Rapšys Giedrius Titenis Tadas Duškinas Mindaugas Sadauskas        | 3:36,18 min |
| 8     | Niederlande            | Bastiaan Lijesen Bram Dekker Joeri Verlinden Sebastiaan Verschuren      | 3:37,85 min |

Finale am 24. August 2014

 Die Staffel aus Luxemburg belegte im Vorlauf Rang 16.

 Die Staffel der Schweiz nahm trotz Meldung nicht am Wettkampf teil.

### Ergebnisse – Frauen

#### Freistil

##### 50 Meter Freistil
| Platz | Land                   | Athlet                | Zeit    |
| ----- | ---------------------- | --------------------- | ------- |
| 1     | Vereinigtes Königreich | Francesca Halsall     | 24,32 s |
| 2     | Schweden               | Sarah Sjöström        | 24,37 s |
| 3     | Dänemark               | Jeanette Ottesen Gray | 24,53 s |
| 4     | Frankreich             | Anna Santamans        | 24,81 s |
| 5     | Italien                | Silvia Di Pietro      | 24,84 s |
| 6     | Russland               | Jelisaweta Basarowa   | 24,91 s |
| 7     | Niederlande            | Inge Dekker           | 25,01 s |
| 8     | Schweden               | Therese Alshammar     | 25,20 s |

Finale am 24. August 2014

 Birgit Koschischek belegte im Vorlauf Rang 20.

##### 100 Meter Freistil
| Platz | Land        | Athlet                   | Zeit         |
| ----- | ----------- | ------------------------ | ------------ |
| 1     | Schweden    | Sarah Sjöström           | 52,67 s (CR) |
| 2     | Niederlande | Femke Heemskerk          | 53,64 s      |
| 3     | Schweden    | Michelle Coleman         | 53,75 s      |
| 4     | Dänemark    | Pernille Blume           | 54,15 s      |
| 5     | Russland    | Weronika Popowa          | 54,34 s      |
| 6     | Spanien     | Fátima Gallardo Carapeto | 54,93 s      |
| 7     | Frankreich  | Charlotte Bonnet         | 54,96 s      |
| 8     | Bulgarien   | Nina Rangelowa           | 55,46 s      |

Finale am 20. August 2014

 Birgit Koschischek belegte im Vorlauf Rang 20.

##### 200 Meter Freistil
| Platz | Land        | Athlet              | Zeit        |
| ----- | ----------- | ------------------- | ----------- |
| 1     | Italien     | Federica Pellegrini | 1:56,01 min |
| 2     | Ungarn      | Katinka Hosszú      | 1:56,69 min |
| 3     | Niederlande | Femke Heemskerk     | 1:56,81 min |
| 4     | Spanien     | Melanie Costa       | 1:56,92 min |
| 5     | Russland    | Weronika Popowa     | 1:57,20 min |
| 6     | Schweden    | Michelle Coleman    | 1:57,65 min |
| 7     | Frankreich  | Charlotte Bonnet    | 1:58,22 min |
| 8     | Bulgarien   | Nina Rangelowa      | 1:58,56 min |

Finale am 23. August 2014

 Lisa Zaiser belegte im Halbfinale Rang 11.

 Danielle Villars belegte im Vorlauf Rang 20.

 Noémi Girardet belegte im Vorlauf Rang 22.

 Annick van Westendorp belegte im Vorlauf Rang 24.

##### 400 Meter Freistil
| Platz | Land                   | Athlet                | Zeit        |
| ----- | ---------------------- | --------------------- | ----------- |
| 1     | Vereinigtes Königreich | Jazmin Carlin         | 4:03,21 min |
| 2     | Niederlande            | Sharon van Rouwendaal | 4:03,76 min |
| 3     | Spanien                | Mireia Belmonte       | 4:04,01 min |
| 4     | Italien                | Federica Pellegrini   | 4:04,42 min |
| 5     | Ungarn                 | Boglárka Kapás        | 4:06,61 min |
| 6     | Spanien                | Melanie Costa         | 4:07,42 min |
| 7     | Dänemark               | Lotte Friis           | 4:10,13 min |
| 8     | Italien                | Diletta Carli         | 4:12,56 min |

Finale am 24. August 2014

 Johanna Friedrich belegte im Vorlauf Rang 14.

 Julia Hassler belegte im Vorlauf Rang 16.

 Lisa Stamm belegte im Vorlauf Rang 23.

##### 800 Meter Freistil
| Platz | Land                   | Athlet                   | Zeit        |
| ----- | ---------------------- | ------------------------ | ----------- |
| 1     | Vereinigtes Königreich | Jazmin Carlin            | 8:15,54 min |
| 2     | Spanien                | Mireia Belmonte          | 8:21,22 min |
| 3     | Ungarn                 | Boglárka Kapás           | 8:22,06 min |
| 4     | Dänemark               | Lotte Friis              | 8:27,21 min |
| 5     | Niederlande            | Sharon van Rouwendaal    | 8:28,28 min |
| 6     | Italien                | Martina Rita Caramignoli | 8:30,47 min |
| 7     | Deutschland            | Sarah Köhler             | 8:30,94 min |
| 8     | Slowenien              | Tjaša Oder               | 8:31,09 min |

Finale am 21. August 2014

 Leonie Antonia Beck belegte im Vorlauf Rang 15.

##### 1500 Meter Freistil
| Platz | Land          | Athlet                   | Zeit              |
| ----- | ------------- | ------------------------ | ----------------- |
| 1     | Spanien       | Mireia Belmonte          | 15:57,49 min (CR) |
| 2     | Ungarn        | Boglárka Kapás           | 16:03,04 min      |
| 3     | Italien       | Martina Rita Caramignoli | 16:05,98 min      |
| 4     | Slowenien     | Tjaša Oder               | 16:11,17 min      |
| 5     | Italien       | Aurora Ponselè           | 16:13,20 min      |
| 6     | Deutschland   | Isabelle Härle           | 16:17,55 min      |
| 7     | Spanien       | María Vilas Vidal        | 16:22,48 min      |
| 8     | Liechtenstein | Julia Hassler            | 16:26,37 min      |

Finale am 23. August 2014

 Sarah Köhler belegte im Vorlauf Rang 10.

 Leonie Antonia Beck belegte im Vorlauf Rang 12.

#### Rücken

##### 50 Meter Rücken
| Platz | Land                   | Athlet                   | Zeit    |
| ----- | ---------------------- | ------------------------ | ------- |
| 1     | Vereinigtes Königreich | Francesca Halsall        | 27,81 s |
| 2     | Vereinigtes Königreich | Georgia Davies           | 27,82 s |
| 3     | Dänemark               | Mie Østergaard Nielsen   | 27,87 s |
| 4     | Spanien                | Mercedes Peris           | 27,98 s |
| 5     | Italien                | Arianna Barbieri         | 28,36 s |
| 6     | Belarus                | Aljaksandra Herassimenja | 28,37 s |
| 7     | Italien                | Elena Gemo               | 28,59 s |
| 8     | Russland               | Darja K. Ustinowa        | 28,63 s |

Finale am 23. August 2014

##### 100 Meter Rücken
| Platz | Land                   | Athlet                 | Zeit        |
| ----- | ---------------------- | ---------------------- | ----------- |
| 1     | Ungarn                 | Katinka Hosszú         | 59,63 s     |
| 1     | Dänemark               | Mie Østergaard Nielsen | 59,63 s     |
| 3     | Vereinigtes Königreich | Georgia Davies         | 59,74 s     |
| 4     | Ukraine                | Daryna Sewina          | 1:00,33 min |
| 5     | Tschechien             | Simona Baumrtová       | 1:00,38 min |
| 6     | Italien                | Carlotta Zofkova       | 1:00,80 min |
| 7     | Russland               | Darja K. Ustinowa      | 1:00,86 min |
| 8     | Italien                | Arianna Barbieri       | 1:00,90 min |

Finale am 21. August 2014

 Jenny Mensing belegte im Halbfinale Rang 10.

 Lisa Graf belegte im Halbfinale Rang 11.

 Jördis Steinegger belegte im Vorlauf Rang 22.

##### 200 Meter Rücken
| Platz | Land                   | Athlet             | Zeit        |
| ----- | ---------------------- | ------------------ | ----------- |
| 1     | Spanien                | Duane Da Rocha     | 2:09,37 min |
| 2     | Vereinigtes Königreich | Elizabeth Simmonds | 2:09,66 min |
| 3     | Russland               | Darja K. Ustinowa  | 2:09,79 min |
| 4     | Deutschland            | Lisa Graf          | 2:10,64 min |
| 5     | Tschechien             | Simona Baumrtová   | 2:10,99 min |
| 6     | Spanien                | Melanie Costa      | 2:11,15 min |
| 7     | Deutschland            | Jenny Mensing      | 2:11,77 min |
| 8     | Italien                | Carlotta Zofkova   | 2:13,49 min |

Finale am 19. August 2014

 Jördis Steinegger belegte im Halbfinale Rang 14.

 Martina van Berkel belegte im Vorlauf Rang 20.

#### Brust

##### 50 Meter Brust
| Platz | Land        | Athlet                    | Zeit    |
| ----- | ----------- | ------------------------- | ------- |
| 1     | Litauen     | Rūta Meilutytė            | 29,89 s |
| 2     | Schweden    | Jennie Johansson          | 30,52 s |
| 3     | Niederlande | Moniek Nijhuis            | 30,64 s |
| 4     | Ukraine     | Marija Liwer              | 30,68 s |
| 5     | Deutschland | Dorothea Brandt           | 30,82 s |
| 6     | Tschechien  | Petra Chocová             | 31,13 s |
| 7     | Irland      | Fiona Doyle               | 31,37 s |
| 8     | Island      | Hrafnhildur Lúthersdóttir | 31,53 s |

Finale am 24. August 2014

 Caroline Ruhnau belegte im Halbfinale Rang 14.

##### 100 Meter Brust
| Platz | Land        | Athlet                 | Zeit        |
| ----- | ----------- | ---------------------- | ----------- |
| 1     | Dänemark    | Rikke Møller Pedersen  | 1:06,23 min |
| 2     | Schweden    | Jennie Johansson       | 1:07,04 min |
| 3     | Italien     | Arianna Castiglioni    | 1:07,36 min |
| 4     | Spanien     | Jessica Vall i Montero | 1:07,51 min |
| 5     | Niederlande | Moniek Nijhuis         | 1:07,64 min |
| 6     | Russland    | Witalina Simonowa      | 1:07,99 min |
| 7     | Tschechien  | Petra Chocová          | 1:08,11 min |
| 8     | Russland    | Marija Astaschkina     | 1:08,19 min |

Finale am 20. August 2014

 Vanessa Grimberg belegte im Halbfinale Rang 14.

##### 200 Meter Brust
| Platz | Land                   | Athlet                  | Zeit        |
| ----- | ---------------------- | ----------------------- | ----------- |
| 1     | Dänemark               | Rikke Møller Pedersen   | 2:19,84 min |
| 2     | Vereinigtes Königreich | Molly Renshaw           | 2:23,82 min |
| 3     | Spanien                | Jessica Vall i Montero  | 2:24,08 min |
| 4     | Russland               | Witalina Simonowa       | 2:24,87 min |
| 5     | Spanien                | Marina García Urzainqui | 2:24,96 min |
| 6     | Russland               | Marija Astaschkina      | 2:25,07 min |
| 7     | Italien                | Giulia de Ascentis      | 2:26,71 min |
| 8     | Belgien                | Fanny Lecluyse          | 2:28,38 min |

Finale am 22. August 2014

 Vanessa Grimberg belegte im Halbfinale Rang 10.

#### Schmetterling

##### 50 Meter Schmetterling
| Platz | Land                   | Athlet                | Zeit    |
| ----- | ---------------------- | --------------------- | ------- |
| 1     | Schweden               | Sarah Sjöström        | 24,98 s |
| 2     | Dänemark               | Jeanette Ottesen Gray | 25,34 s |
| 3     | Vereinigtes Königreich | Francesca Halsall     | 25,39 s |
| 4     | Niederlande            | Inge Dekker           | 25,75 s |
| 5     | Italien                | Silvia Di Pietro      | 25,78 s |
| 6     | Schweden               | Therese Alshammar     | 26,10 s |
| 7     | Frankreich             | Mélanie Henique       | 26,25 s |
| 8     | Belgien                | Kimberly Buys         | 26,29 s |

Finale am 19. August 2014

 Danielle Villars belegte im Vorlauf Rang 23.

 Lisa Zaiser belegte im Vorlauf Rang 25.

##### 100 Meter Schmetterling
| Platz | Land                   | Athlet                | Zeit         |
| ----- | ---------------------- | --------------------- | ------------ |
| 1     | Dänemark               | Jeanette Ottesen Gray | 56,51 s (CR) |
| 2     | Schweden               | Sarah Sjöström        | 56,52 s      |
| 3     | Italien                | Ilaria Bianchi        | 57,71 s      |
| 4     | Niederlande            | Inge Dekker           | 57,72 s      |
| 5     | Italien                | Elena Di Liddo        | 58,27 s      |
| 6     | Vereinigtes Königreich | Jemma Lowe            | 58,48 s      |
| 7     | Deutschland            | Alexandra Wenk        | 58,59 s      |
| 8     | Slowakei               | Katarína Listopadová  | 58,79 s      |

Finale am 22. August 2014

 Danielle Villars belegte im Halbfinale Rang 16.

##### 200 Meter Schmetterling
| Platz | Land        | Athlet                 | Zeit             |
| ----- | ----------- | ---------------------- | ---------------- |
| 1     | Spanien     | Mireia Belmonte        | 2:04,79 min (CR) |
| 2     | Spanien     | Judit Ignacio Sorribes | 2:06,66 min      |
| 3     | Ungarn      | Katinka Hosszú         | 2:07,28 min      |
| 4     | Ungarn      | Zsuzsanna Jakabos      | 2:08,03 min      |
| 5     | Italien     | Stefania Pirozzi       | 2:08,31 min      |
| 6     | Deutschland | Franziska Hentke       | 2:08,93 min      |
| 7     | Schweiz     | Martina van Berkel     | 2:10,28 min      |
| 8     | Italien     | Alessia Polieri        | 2:11,58 min      |

Finale am 24. August 2014

 Danielle Villars belegte im Halbfinale Rang 15.

 Lisa Stamm belegte im Vorlauf Rang 24.

#### Lagen

##### 200 Meter Lagen
| Platz | Land                   | Athlet               | Zeit        |
| ----- | ---------------------- | -------------------- | ----------- |
| 1     | Ungarn                 | Katinka Hosszú       | 2:08,11 min |
| 2     | Vereinigtes Königreich | Aimee Willmott       | 2:11,44 min |
| 3     | Österreich             | Lisa Zaiser          | 2:12,17 min |
| 4     | Ungarn                 | Evelyn Verrasztó     | 2:12,95 min |
| 5     | Tschechien             | Barbora Závadová     | 2:13,24 min |
| 6     | Schweden               | Stina Gardell        | 2:13,25 min |
| 7     | Niederlande            | Wendy van der Zanden | 2:13,76 min |
| 8     | Spanien                | Mireia Belmonte      | 2:18,46 min |

Finale am 21. August 2014

 Lisa Stamm belegte im Vorlauf Rang 24.

##### 400 Meter Lagen
| Platz | Land                   | Athlet            | Zeit             |
| ----- | ---------------------- | ----------------- | ---------------- |
| 1     | Ungarn                 | Katinka Hosszú    | 4:31,03 min (CR) |
| 2     | Spanien                | Mireia Belmonte   | 4:33,13 min      |
| 3     | Vereinigtes Königreich | Aimee Willmott    | 4:34,69 min      |
| 4     | Tschechien             | Barbora Závadová  | 4:37,82 min      |
| 5     | Italien                | Stefania Pirozzi  | 4:39,51 min      |
| 6     | Ungarn                 | Evelyn Verrasztó  | 4:40,61 min      |
| 7     | Schweden               | Stina Gardell     | 4:41,52 min      |
| 8     | Spanien                | María Vilas Vidal | 4:43,31 min      |

Finale am 18. August 2014

 Franziska Hentke belegte im Vorlauf Rang 12.

 Martina van Berkel belegte im Vorlauf Rang 18.

 Lisa Stamm belegte im Vorlauf Rang 20.

 Annick van Westendorp wurde im Vorlauf disqualifiziert.

#### Staffel

##### 4 × 100 Meter Freistil
| Platz | Land        | Athleten                                                                   | Zeit        |
| ----- | ----------- | -------------------------------------------------------------------------- | ----------- |
| 1     | Schweden    | Michelle Coleman Magdalena Kuras Louise Hansson Sarah Sjöström             | 3:35,82 min |
| 2     | Niederlande | Inge Dekker Maud van der Meer Esmee Vermeulen Femke Heemskerk              | 3:36,26 min |
| 3     | Italien     | Alice Mizzau Erika Ferraioli Giada Galizi Federica Pellegrini              | 3:37,63 min |
| 4     | Russland    | Weronika Popowa Wiktorija Andrejewa Arina Opjonyschewa Margarita Nesterowa | 3:35,55 min |
| 5     | Frankreich  | Charlotte Bonnet Anna Santamans Cloé Hache Coralie Balmy                   | 3:40,21 min |
| 6     | Finnland    | Hanna-Maria Seppälä Noora Laukkanen Mimosa Jallow Jenna Laukkanen          | 3:47,02 min |
| 7     | Dänemark    | Jeanette Ottesen Gray Julie Levisen Mie Østergaard Nielsen Pernille Blume  | DSQ         |

Finale am 18. August 2014

##### 4 × 200 Meter Freistil
| Platz | Land                   | Athlet                                                                        | Zeit        |
| ----- | ---------------------- | ----------------------------------------------------------------------------- | ----------- |
| 1     | Italien                | Alice Mizzau Stefania Pirozzi Chiara Masini Luccetti Federica Pellegrini      | 7:50,53 min |
| 2     | Schweden               | Michelle Coleman Louise Hansson Sarah Sjöström Stina Gardell                  | 7:51,03 min |
| 3     | Ungarn                 | Zsuzsanna Jakabos Evelyn Verrasztó Boglárka Kapás Katinka Hosszú              | 7:54,23 min |
| 4     | Russland               | Weronika Popowa Wiktorija Andrejewa Arina Opjonyschewa Wiktorija Maljutina    | 7:54,86 min |
| 5     | Frankreich             | Charlotte Bonnet Ophélie-Cyrielle Étienne Coralie Balmy Cloé Hache            | 7:55,36 min |
| 6     | Vereinigtes Königreich | Rebecca Turner Jazmin Carlin Shauna Lee Aimee Willmott                        | 7:57,25 min |
| 6     | Spanien                | Melanie Costa Fátima Gallardo Carapeto Judit Ignacio Sorribes Mireia Belmonte | 7:57,25 min |
| 8     | Schweiz                | Noémi Girardet Danielle Villars Lisa Stamm Martina van Berkel                 | 8:10,53 min |

Finale am 21. August 2014

##### 4 × 100 Meter Lagen
| Platz | Land                   | Athlet                                                                                | Zeit             |
| ----- | ---------------------- | ------------------------------------------------------------------------------------- | ---------------- |
| 1     | Dänemark               | Mie Østergaard Nielsen Rikke Møller Pedersen Jeanette Ottesen Gray Pernille Blume     | 3:55,62 min (ER) |
| 2     | Schweden               | Ida Lindborg Jennie Johansson Sarah Sjöström Michelle Coleman                         | 3:56,04 min      |
| 3     | Vereinigtes Königreich | Georgia Davies Sophie Taylor Jemma Lowe Francesca Halsall                             | 3:57,97 min      |
| 4     | Niederlande            | Wendy van der Zanden Moniek Nijhuis Inge Dekker Femke Heemskerk                       | 3:58,33 min      |
| 5     | Italien                | Carlotta Zofkova Arianna Castiglioni Ilaria Bianchi Erika Ferraioli                   | 3:59,62 min      |
| 6     | Russland               | Darja K. Ustinowa Witalina Simonowa Swetlana Tschimrowa Weronika Popowa               | 4:01,53 min      |
| 7     | Spanien                | Duane Da Rocha Jessica Vall i Montero Judit Ignacio Sorribes Fátima Gallardo Carapeto | 4:02,84 min      |
| 8     | Ukraine                | Daryna Sewina Marija Liwer Ljubow Korol Darja Stepanjuk                               | 4:04,44 min      |

Finale am 24. August 2014

 Die deutsche Staffel belegte im Vorlauf Rang 9.

### Ergebnisse – Mixed

#### Freistil

##### 4 × 100 Meter Freistil
| Platz | Land       | Athlet                                                                | Zeit             |
| ----- | ---------- | --------------------------------------------------------------------- | ---------------- |
| 1     | Italien    | Luca Dotto Luca Leonardi Erika Ferraioli Giada Galizi                 | 3:25,02 min (ER) |
| 2     | Russland   | Andrei Gretschin Wladimir Morosow Weronika Popowa Margarita Nesterowa | 3:25,60 min      |
| 3     | Frankreich | Clément Mignon Grégory Mallet Anna Santamans Coralie Balmy            | 3:27,02 min      |
| 4     | Türkei     | İskender Başlakov Doğa Çelik Gizem Bozkurt Ezgi Yazıcı                | 3:35,79 min      |

Finale am 22. August 2014

#### Lagen

##### 4 × 100 Meter Lagen
| Platz | Land                   | Athlet                                                                    | Zeit             |
| ----- | ---------------------- | ------------------------------------------------------------------------- | ---------------- |
| 1     | Vereinigtes Königreich | Chris Walker-Hebborn Adam Peaty Jemma Lowe Francesca Halsall              | 3:44,02 min (WR) |
| 2     | Niederlande            | Bastiaan Lijesen Bram Dekker Inge Dekker Femke Heemskerk                  | 3:45,93 min      |
| 3     | Russland               | Wladimir Morosow Witalina Simonowa Wjatscheslaw Prudnikow Weronika Popowa | 3:47,34 min      |
| 4     | Deutschland            | Jenny Mensing Marco Koch Alexandra Wenk Steffen Deibler                   | 3:47,61 min      |
| 5     | Italien                | Luca Mencarini Mattia Pesce Elena Di Liddo Federica Pellegrini            | 3:48,23 min      |
| 6     | Slowakei               | Karin Tomečková Tomáš Klobučník Katarína Listopadová Michal Navara        | 3:54,49 min      |
| 7     | Finnland               | Mimosa Jallow Eetu Karvonen Tanja Kylliäinen Ari-Pekka Liukkonen          | 3:54,72 min      |
| 8     | Österreich             | Jördis Steinegger Lisa Zaiser Filip Milcevic Martin Spitzer               | 3:58,43 min      |

Finale am 19. August 2014

## Freiwasserschwimmen

### Ergebnisse Männer

#### 5 km
| Platz | Land                   | Athlet            | Zeit        |
| ----- | ---------------------- | ----------------- | ----------- |
| 1     | Vereinigtes Königreich | Daniel Fogg       | 53:41,4 min |
| 2     | Deutschland            | Rob Muffels       | 54:01,8 min |
| 3     | Deutschland            | Thomas Lurz       | 54:02,6 min |
| 4     | Italien                | Simone Ercoli     | 54:12,3 min |
| 5     | Deutschland            | Sören Meissner    | 54:19,2 min |
| 6     | Italien                | Nicola Bolzonello | 54:33,9 min |
| 7     | Russland               | Kirill Abrossimow | 54:34,9 min |
| 8     | Frankreich             | Romain Béraud     | 54:43,9 min |

Finale am 13. August 2014

 Matthias Schweinzer belegte Rang 14.

 Thomas Liess belegte Rang 19.

#### 10 km
| Platz | Land                   | Athlet            | Zeit        |
| ----- | ---------------------- | ----------------- | ----------- |
| 1     | Niederlande            | Ferry Weertman    | 1:49:56,2 h |
| 2     | Deutschland            | Thomas Lurz       | 1:49:59,0 h |
| 3     | Russland               | Jewgeni Dratzew   | 1:50:00,6 h |
| 4     | Italien                | Federico Vanelli  | 1:50:02,3 h |
| 5     | Italien                | Matteo Furlan     | 1:50:03,8 h |
| 6     | Vereinigtes Königreich | Jack Burnell      | 1:50:04,1 h |
| 7     | Russland               | Kirill Abrossimow | 1:50:05,1 h |
| 8     | Griechenland           | Spyros Gianniotis | 1:50:05,1 h |

Finale am 14. August 2014

 Christian Reichert belegte Rang 11.

 Andreas Waschburger belegte Rang 20.

#### 25 km
| Platz | Land        | Athlet               | Zeit        |
| ----- | ----------- | -------------------- | ----------- |
| 1     | Frankreich  | Axel Reymond         | 4:59:18,8 h |
| 2     | Russland    | Jewgeni Dratzew      | 4:59:31,2 h |
| 3     | Italien     | Edoardo Stochino     | 5:08:51,0 h |
| 4     | Deutschland | Andreas Waschburger  | 5:08:52,6 h |
| 5     | Italien     | Mario Sanzullo       | 5:09:02,8 h |
| 6     | Deutschland | Alexander Studzinski | 5:09:42,6 h |
| 7     | Israel      | Yuval Safra          | 5:10:09,6 h |
| 8     | Niederlande | Marcel Schouten      | 5:10:48,4 h |

Finale am 17. August 2014

 Christian Reichert wurde im laufenden Wettbewerb disqualifiziert.

### Ergebnisse Frauen

#### 5 km
| Platz | Land         | Athletin              | Zeit        |
| ----- | ------------ | --------------------- | ----------- |
| 1     | Deutschland  | Isabelle Härle        | 57:55,7 min |
| 2     | Niederlande  | Sharon van Rouwendaal | 58:29,9 min |
| 3     | Spanien      | Mireia Belmonte       | 58:41,4 min |
| 4     | Ungarn       | Éva Risztov           | 58:48,7 min |
| 5     | Italien      | Rachele Bruni         | 58:56,3 min |
| 6     | Griechenland | Kalliopi Araouzou     | 59:37,2 min |
| 7     | Russland     | Marija Nowikowa       | 59:50,5 min |
| 8     | Spanien      | Erika Villaécija      | 1:00:06,4 h |

Finale am 14. August 2014

 Patricia-Lucia Wartenberg belegte Rang 9.

 Finnia Wunram belegte Rang 10.

#### 10 km
| Platz | Land         | Athletin              | Zeit        |
| ----- | ------------ | --------------------- | ----------- |
| 1     | Niederlande  | Sharon van Rouwendaal | 1:56:06,9 h |
| 2     | Ungarn       | Éva Risztov           | 1:56:08,0 h |
| 3     | Italien      | Aurora Ponselè        | 1:56:08,5 h |
| 4     | Frankreich   | Aurélie Muller        | 1:56:09,2 h |
| 5     | Ungarn       | Anna Olasz            | 1:56:10,7 h |
| 6     | Italien      | Rachele Bruni         | 1:56:11,9 h |
| 7     | Spanien      | Erika Villaécija      | 1:56:14,7 h |
| 8     | Griechenland | Kalliopi Araouzou     | 1:56:16,1 h |

Finale am 13. August 2014

 Angela Maurer belegte Rang 13.

 Finnia Wunram belegte Rang 14.

 Svenja Zihsler belegte Rang 17.

#### 25 km
| Platz | Land        | Athletin                    | Zeit        |
| ----- | ----------- | --------------------------- | ----------- |
| 1     | Italien     | Martina Grimaldi            | 5:19:14,1 h |
| 2     | Ungarn      | Anna Olasz                  | 5:19:21,0 h |
| 3     | Deutschland | Angela Maurer               | 5:19:21,4 h |
| 4     | Russland    | Olga Kosydub                | 5:19:32,5 h |
| 5     | Spanien     | Margarita Domínguez Cabezas | 5:19:44,3 h |
| 6     | Italien     | Ilaria Raimondi             | 5:19:45,7 h |
| 7     | Italien     | Alice Franco                | 5:20:23,0 h |
| 8     | Kroatien    | Karla Šitić                 | 5:24:32,7 h |

Finale am 17. August 2014

 Svenja Zihsler belegte Rang 12.

 Finnia Wunram hat den Wettbewerb nicht beendet.

### Ergebnisse Team-Event

#### 5 km Team-Event
| Platz | Land                   | Athleten                                              | Zeit        |
| ----- | ---------------------- | ----------------------------------------------------- | ----------- |
| 1     | Niederlande            | Ferry Weertman Marcel Schouten Sharon van Rouwendaal  | 55:47,8 min |
| 2     | Griechenland           | Spyros Gianniotis Antonios Fokaidis Kalliopi Araouzou | 56:05,5 min |
| 3     | Deutschland            | Rob Muffels Thomas Lurz Isabelle Härle                | 56:14,8 min |
| 4     | Ungarn                 | Gergely Gyurta Patrik Rákos Éva Risztov               | 56:16,0 min |
| 5     | Italien                | Simone Ercoli Federico Vanelli Aurora Ponselè         | 56:20,9 min |
| 6     | Frankreich             | Aurélie Muller Romain Béraud Marc-Antoine Olivier     | 56:39,8 min |
| 7     | Vereinigtes Königreich | Daniel Fogg Jack Burnell Danielle Huskisson           | 58:06,5 min |
| 8     | Russland               | Marija Nowikowa Kirill Abrossimow Artjom Podjakow     | 59:07,1 min |
| 9     | Polen                  | Joanna Zachoszcz Jan Urbaniak Mateusz Sawrymowicz     | 59:23,2 min |

Finale am 16. August 2014

## Wasserspringen

### Ergebnisse Männer

#### Einzel

##### 1 Meter
| Platz | Land                   | Athlet              | Punkte |
| ----- | ---------------------- | ------------------- | ------ |
| 1     | Deutschland            | Patrick Hausding    | 428,65 |
| 2     | Russland               | Jewgeni Kusnezow    | 422,40 |
| 3     | Frankreich             | Matthieu Rosset     | 420,10 |
| 4     | Russland               | Jewgeni Nowossjolow | 409,35 |
| 5     | Deutschland            | Oliver Homuth       | 394,05 |
| 6     | Italien                | Giovanni Tocci      | 391,40 |
| 7     | Vereinigtes Königreich | Jack Laugher        | 386,50 |
| 8     | Österreich             | Constantin Blaha    | 383,05 |

Finale am 19. August 2014

 Fabian Brandl belegte im Vorkampf Rang 18.

##### 3 Meter
| Platz | Land                   | Athlet           | Punkte |
| ----- | ---------------------- | ---------------- | ------ |
| 1     | Deutschland            | Patrick Hausding | 487,85 |
| 2     | Russland               | Ilja Sacharow    | 483,20 |
| 3     | Ukraine                | Illja Kwascha    | 477,20 |
| 4     | Russland               | Jewgeni Kusnezow | 471,40 |
| 5     | Vereinigtes Königreich | Jack Laugher     | 471,20 |
| 6     | Frankreich             | Matthieu Rosset  | 443,45 |
| 7     | Ukraine                | Oleh Kolodij     | 435,30 |
| 8     | Deutschland            | Stephan Feck     | 429,50 |

Finale am 21. August 2014

 Constantin Blaha belegte im Vorkampf Rang 17.

 Fabian Brandl belegte im Vorkampf Rang 25.

##### 10 Meter
| Platz | Land                   | Athlet              | Punkte |
| ----- | ---------------------- | ------------------- | ------ |
| 1     | Russland               | Wiktor Minibajew    | 586,10 |
| 2     | Vereinigtes Königreich | Tom Daley           | 535,45 |
| 3     | Deutschland            | Sascha Klein        | 530,90 |
| 4     | Deutschland            | Patrick Hausding    | 515,40 |
| 5     | Russland               | Nikita Schleicher   | 464,50 |
| 6     | Belarus                | Wadsim Kaptur       | 431,15 |
| 7     | Italien                | Francesco Dell’Uomo | 422,50 |
| 8     | Ukraine                | Olexandr Bondar     | 419,55 |

Finale am 23. August 2014

#### Synchron

##### 3 Meter
| Platz | Land                   | Athlet                                | Punkte |
| ----- | ---------------------- | ------------------------------------- | ------ |
| 1     | Russland               | Ilja Sacharow Jewgeni Kusnezow        | 464,64 |
| 2     | Deutschland            | Patrick Hausding Stephan Feck         | 438,15 |
| 3     | Ukraine                | Oleksandr Horschkowosow Illja Kwascha | 433,98 |
| 4     | Italien                | Michele Benedetti Giovanni Tocci      | 400,59 |
| 5     | Vereinigtes Königreich | Christopher Mears Jack Laugher        | 391,98 |
| 6     | Österreich             | Constantin Blaha Fabian Brandl        | 383,19 |
| 7     | Polen                  | Andrzej Rzeszutek Kacper Lesiak       | 381,36 |
| 8     | Griechenland           | Stefanos Paparounas Michail Fafalis   | 368,37 |

Finale am 22. August 2014

##### 10 Meter
| Platz | Land                   | Athlet                              | Punkte |
| ----- | ---------------------- | ----------------------------------- | ------ |
| 1     | Deutschland            | Patrick Hausding Sascha Klein       | 461,46 |
| 2     | Belarus                | Wadsim Kaptur Yauhen Karaljou       | 421,80 |
| 3     | Ukraine                | Olexandr Bondar Maksym Dolhow       | 415,17 |
| 4     | Vereinigtes Königreich | Tom Daley James Denny               | 403,74 |
| 5     | Italien                | Francesco Dell’Uomo Maicol Verzotto | 386,76 |

Finale am 20. August 2014

### Ergebnisse Frauen

#### Einzel

##### 1 Meter
| Platz | Land                   | Athletin           | Punkte |
| ----- | ---------------------- | ------------------ | ------ |
| 1     | Italien                | Tania Cagnotto     | 289,30 |
| 2     | Russland               | Kristina Iljinych  | 288,55 |
| 3     | Deutschland            | Tina Punzel        | 286,70 |
| 4     | Italien                | Maria Marconi      | 285,50 |
| 5     | Ukraine                | Olena Fedorowa     | 265,95 |
| 6     | Niederlande            | Uschi Freitag      | 263,75 |
| 7     | Russland               | Nadeschda Baschina | 258,15 |
| 8     | Vereinigtes Königreich | Hannah Starling    | 253,10 |

Finale am 20. August 2014

 Nora Subschinski belegte im Vorkampf Rang 14.

 Jessica Favre belegte im Vorkampf Rang 16.

##### 3 Meter
| Platz | Land                   | Athletin             | Punkte |
| ----- | ---------------------- | -------------------- | ------ |
| 1     | Russland               | Nadeschda Baschina   | 322,80 |
| 2     | Italien                | Tania Cagnotto       | 318,25 |
| 3     | Deutschland            | Nora Subschinski     | 317,90 |
| 4     | Deutschland            | Tina Punzel          | 314,20 |
| 5     | Niederlande            | Uschi Freitag        | 306,45 |
| 6     | Ukraine                | Wiktorija Kessar     | 302,20 |
| 7     | Vereinigtes Königreich | Hannah Starling      | 297,40 |
| 8     | Ukraine                | Anastassija Nedobiha | 294,70 |

Finale am 24. August 2014

 Jessica Favre belegte im Vorkampf Rang 16.

##### 10 Meter
| Platz | Land                   | Athletin             | Punkte |
| ----- | ---------------------- | -------------------- | ------ |
| 1     | Vereinigtes Königreich | Sarah Barrow         | 363,70 |
| 2     | Italien                | Noemi Bátki          | 346,40 |
| 3     | Ukraine                | Julija Prokoptschuk  | 341,35 |
| 4     | Frankreich             | Laura Marino         | 338,00 |
| 5     | Deutschland            | Maria Kurjo          | 316,20 |
| 6     | Russland               | Julija Timoschinina  | 304,45 |
| 7     | Deutschland            | Kieu Duong           | 301,90 |
| 8     | Russland               | Jekaterina Petuchowa | 297,80 |

Finale am 22. August 2014

#### Synchron

##### 3 Meter
| Platz | Land                   | Athletin                              | Punkte |
| ----- | ---------------------- | ------------------------------------- | ------ |
| 1     | Italien                | Tania Cagnotto Francesca Dallapé      | 328,50 |
| 2     | Deutschland            | Tina Punzel Nora Subschinski          | 313,50 |
| 3     | Ukraine                | Olena Fedorowa Hanna Pysmenska        | 307,20 |
| 4     | Russland               | Diana Tschaplijewa Nadeschda Baschina | 306,00 |
| 5     | Niederlande            | Inge Jansen Uschi Freitag             | 302,70 |
| 6     | Vereinigtes Königreich | Hannah Starling Alicia Blagg          | 297,87 |
| 7     | Finnland               | Iira Laatunen Taina Karvonen          | 253,59 |
| 7     | Ungarn                 | Villő Kormos Flóra Gondos             | 253,59 |

Finale am 23. August 2014

##### 10 Meter
| Platz | Land        | Athletin                                 | Punkte |
| ----- | ----------- | ---------------------------------------- | ------ |
| 1     | Russland    | Jekaterina Petuchowa Julija Timoschinina | 314,70 |
| 2     | Deutschland | Maria Kurjo My Phan                      | 290,01 |
| 3     | Ungarn      | Villő Kormos Zsófia Reisinger            | 279,48 |

Finale am 19. August 2014

### Ergebnisse Team-Event
| Platz | Land        | Athleten                            | Punkte |
| ----- | ----------- | ----------------------------------- | ------ |
| 1     | Russland    | Wiktor Minibajew Nadeschda Baschina | 416,90 |
| 2     | Ukraine     | Olexandr Bondar Julija Prokoptschuk | 409,75 |
| 3     | Deutschland | Sascha Klein Tina Punzel            | 390,95 |
| 4     | Frankreich  | Matthieu Rosset Laura Marino        | 374,85 |
| 5     | Italien     | Michele Benedetti Noemi Bátki       | 369,60 |
| 6     | Belarus     | Wadsim Kaptur Alena Chamulkina      | 335,50 |
| 7     | Rumänien    | Catalin Cozma Mara Aiacoboae        | 332,60 |
| 8     | Niederlande | Johannes van Etten Celine van Duijn | 264,30 |

Finale am 18. August 2014

## Synchronschwimmen

### Solo
| Platz | Land         | Athletin             | Punkte  |
| ----- | ------------ | -------------------- | ------- |
| 1     | Russland     | Swetlana Romaschina  | 95,8333 |
| 2     | Spanien      | Ona Carbonell        | 93,7000 |
| 3     | Ukraine      | Anna Woloschyna      | 92,3333 |
| 4     | Italien      | Linda Cerruti        | 89,4333 |
| 5     | Israel       | Anastasia Gloushkov  | 89,0667 |
| 6     | Griechenland | Evangelia Platanioti | 87,8333 |
| 7     | Frankreich   | Margaux Chrétien     | 86,4667 |
| 8     | Tschechien   | Soňa Bernardová      | 84,0000 |

Finale am 17. August 2014

 Nadine Brandl belegte im Finale Rang 9.

 Kyra Felssner belegte im Finale Rang 11.

### Duett
| Platz | Land         | Athletin                                | Punkte  |
| ----- | ------------ | --------------------------------------- | ------- |
| 1     | Russland     | Darja Korobowa Swetlana Kolesnitschenko | 96,1000 |
| 2     | Ukraine      | Lolita Ananassowa Anna Woloschyna       | 92,9000 |
| 3     | Spanien      | Ona Carbonell Paula Klamburg            | 92,1667 |
| 4     | Italien      | Linda Cerruti Costanza Ferro            | 89,4000 |
| 5     | Frankreich   | Laura Augé Margaux Chrétien             | 86,0667 |
| 6     | Griechenland | Evangelia Papazoglou Evangelia Koutidi  | 85,0333 |
| 7     | Tschechien   | Soňa Bernardová Alžběta Dufková         | 82,8333 |
| 8     | Schweiz      | Sascia Kraus Sophie Giger               | 81,7667 |

Finale am 16. August 2014

 Wiebke Jeske und Edith Zeppenfeld belegten im Vorkampf Rang 13.

### Team
| Platz | Land         | Athletin | Punkte  |
| ----- | ------------ | --- | ------- |
| 1     | Russland     | Swetlana Kolesnitschenko, Anissija Olchowa, Jelena Prokofjewa, Alla Schischkina, Marija Schurotschkina, Gelena Topilina, Wlada Tschigirjowa, Darina Walitowa         | 96,8333 |
| 2     | Ukraine      | Lolita Ananassowa, Olena Hretschychina, Olga Kondraschowa, Oleksandra Sabada, Kateryna Sadurska, Anastassija Sawtschuk, Ksenija Sydorenko, Anna Woloschyna           | 94,0667 |
| 3     | Spanien      | Clara Basiana, Alba María Cabello, Ona Carbonell, Margalida Crespí, Paula Klamburg, Sara Levy, Meritxell Mas, Cristina Salvador                                      | 92,4667 |
| 4     | Italien      | Elisa Bozzo, Beatrice Callegari, Camilla Cattaneo, Francesca Deidda, Manila Flamini, Mariangela Perrupato, Dalila Schiesaro, Sara Sgarzi                             | 89,8000 |
| 5     | Frankreich   | Marie Annequin, Laura Augé, Morgane Beteille, Margaux Chrétien, May Jouvenez, Chloé Kautzmann, Lauriane Pontat, Lisa Richaud                                         | 86,5667 |
| 6     | Griechenland | Maria Alzigkouzi Kominea, Evangelia Koutidi, Sofia Malkogeorgou, Florentia Mantziou, Evangelia Papazoglou, Evangelia Platanioti, Athanasia Tsola, Despoina Tzortsou  | 84,8333 |
| 7     | Belarus      | Weronika Jesipowitsch, Irina Limanouskaja, Anastassija Paljakowa, Hanna Schulhina, Ija Schyschkewitsch, Wolha Taleiko, Anastassija Tarachowitsch, Dominika Zyplakowa | 82,7667 |
| 8     | Schweiz      | Aisha El Mehrek, Sophie Giger, Gladys Jaccard, Sascia Kraus, Melanie Nippel, Michelle Nydegger, Joelle Peschl, Maria Piffaretti                                      | 80,0333 |

Finale am 16. August 2014

 Das deutsche Team mit Marlene Bojer, Kyra Felssner, Inken Jeske, Wiebke Jeske, Elisabeth Kraus, Daniela Reinhardt, Edith Zeppenfeld und Michelle Zimmer belegte im Finale Rang 9.

### Kombination
| Platz | Land                   | Athletin | Punkte  |
| ----- | ---------------------- | --- | ------- |
| 1     | Ukraine                | Lolita Ananassowa, Olena Hretschychina, Oleksandra Kaschuba, Kateryna Resnik, Oleksandra Sabada, Kateryna Sadurska, Anastassija Sawtschuk, Ksenija Sydorenko, Olha Solotarjowa, Anna Woloschyna                   | 94,4333 |
| 2     | Spanien                | Clara Basiana, Clara Camacho del Hoyo, Ona Carbonell, Margalida Crespí, Sara Gijón, Thaïs Henríquez, Cecilia Jiménez, Sara Levy, Meritxell Mas, Cristina Salvador                                                 | 93,0333 |
| 3     | Italien                | Elisa Bozzo, Beatrice Callegari, Camilla Cattaneo, Linda Cerruti, Francesca Deidda, Costanza Ferro, Manila Flamini, Mariangela Perrupato, Dalila Schiesaro, Sara Sgarzi                                           | 90,3333 |
| 4     | Griechenland           | Maria Alzigkouzi Kominea, Giana Gkeorgkieva, Evangelia Koutidi, Sofia Malkogeorgou, Florentina Mantziou, Evangelia Papazoglou, Evangelia Platanioti, Polyxeni Sarandtidi, Sofia Tsipouridi, Despoina Tzortsou     | 85,7333 |
| 5     | Belarus                | Weronika Jesipowitsch, Darja Krauzewitsch, Irina Limanouskaja, Anastassija Nawasiolawa, Anastassija Paljakowa, Hanna Schulhina, Ija Schyschkewitsch, Wolha Taleiko, Anastassija Tarachowitsch, Dominika Zyplakowa | 82,9333 |
| 6     | Schweiz                | Aisha El Mehrek, Christine Fluri, Noëmi Heiniger, Gladys Jaccard, Mélisande Jaccard, Melanie Nippel, Michelle Nydegger, Joelle Peschl, Maria Piffaretti, Pauline Rosselet                                         | 80,4333 |
| 7     | Deutschland            | Marlene Bojer, Amelie Ebert, Teresa Goetzeler, Inken Jeske, Wiebke Jeske, Lara Lanninger, Daniela Reinhardt, Lara Steidtmann, Edith Zeppenfeld, Michelle Zimmer                                                   | 78,7333 |
| 8     | Vereinigtes Königreich | Danielle Cooper, Jodie Cowie, Emma Critchley, Esme Lower, Emily Randall, Genevieve Randall, Hannah Randall, Sophie Randle, Chloe Shortman, Imogen Smith                                                           | 76,1333 |

Finale am 17. August 2014

## Abkürzungen
- WR = Weltrekord
- ER = Europarekord
- CR = Championship Record (schnellste jemals bei einer EM geschwommene Zeit)
- DNS = Did not start (nicht angetreten)
- DSQ = Disqualifiziert
- NR = Nationaler Rekord

## Fernsehübertragung
In Deutschland werden die Europameisterschaften im Hauptprogramm des Sportsenders Eurosport übertragen, weiter sendet die ARD im Nachmittags- und Abendprogramm von allen Finalentscheidungen.